# マリー・エーレンリーダー
マリー・エーレンリーダー（Marie Ellenrieder、1791年3月20日 – 1863年6月5日）はドイツの画家である。ミュンヘン美術院で学んで画家になった最初の女性である。肖像画や宗教画を描いた。

## 略歴
現在のバーデン＝ヴュルテンベルク州のコンスタンツに生まれた。母方の祖父、フランツ・ルードヴィヒ・ヘルマン(Franz Ludwig Hermann: 1723-1791)は壁画画家で、ケンプテンを出自として代々画家を輩出した家系の出身である。
1813年にミュンヘン美術院に入学し、ドイツで美術の高等教育機関に入学した最初の女性となり、その後の女性画家たちに道を開くことになった。ミュンヘンではミニアチュール画家のヨーゼフ・アインスレ(Joseph Einsle)のもとで学び、オーストリアの女性画家、アンゲリカ・カウフマンのようなスタイルの肖像画を描いた
。1822年から1824年の間、ローマに修行に出て、ナザレ派の画家たちと知り合い、ヨハン・フリードリヒ・オーファーベックの信奉者になった。
イタリアのルネッサンスの理想にもどって、宗教画の改革を目指す、ナザレ派の理念に共鳴し、宗教的な題材を描くようになった 。1824年7月にローマを離れ、友人の画家、カタリーナ・フォン・プレドル(Catharina von Predl: 1790-1871）とフィレンツェに移り、そこで、版画家、美術商のヨハン・バプテスト・メッツガー(Johann Baptist Metzger)のもとで、フィレンツェの巨匠の作品を模写して修行して1年余りを過ごした。
1828年にカールスルーエの教会のために「聖ステファノの殉教」のテーマの作品を描いた。1829年にバーデン大公レオポルト1世の妃、ソフィアの宮廷画家になった。
1839年から1840年に再びローマに旅した行した後、1840年代に故郷のコンスタンツに戻った。1847年と1849年に、イギリスのビクトリア女王のために2枚の宗教画を制作した。コンスタンツで死去した。

## 作品

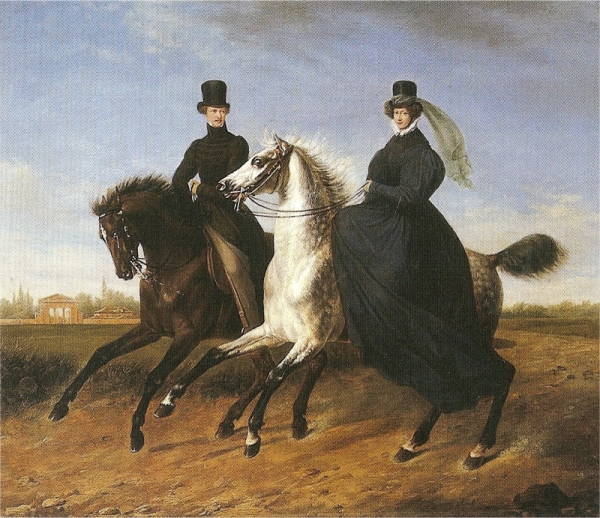
Georg Heinrich Krieg von Hochfelden（軍人・歴史家）とその妻の肖像画 (1932)
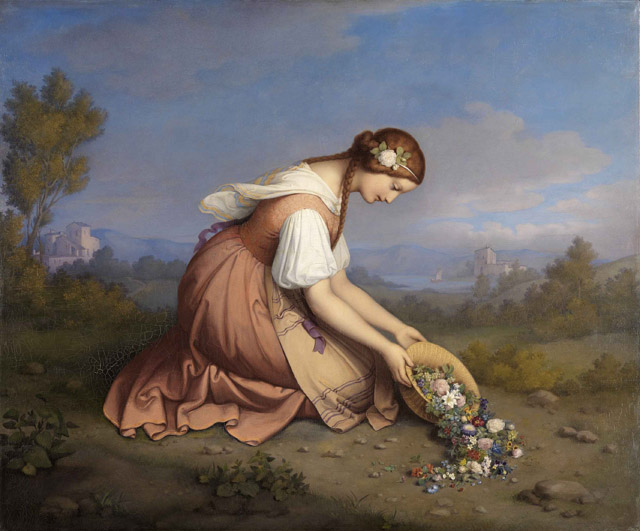
摘んだ花を地面に広げている少女 (1841)
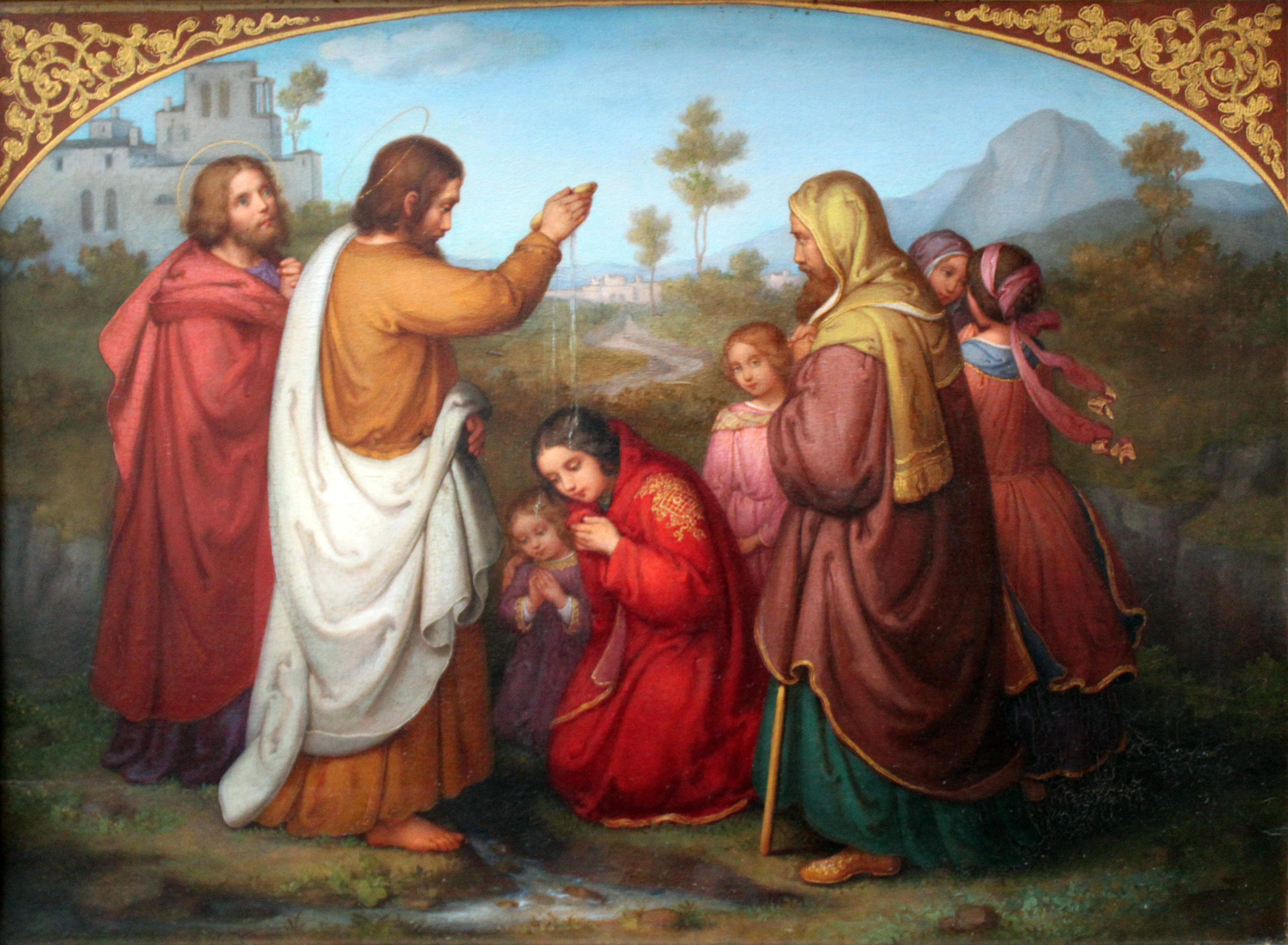
ルデヤの洗礼 (1861)

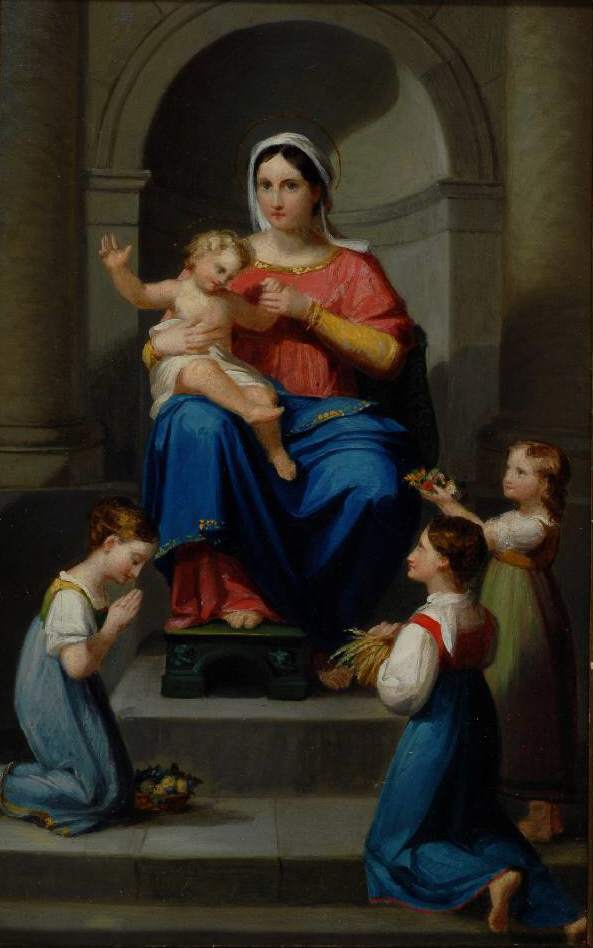
聖母子と供物を捧げる子供たち(1822)
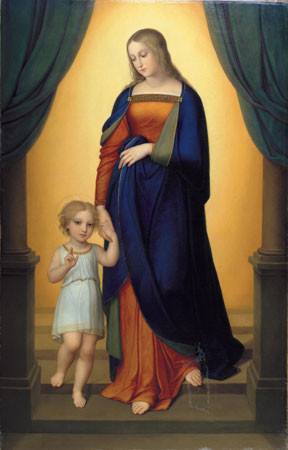
聖母子 (1824)
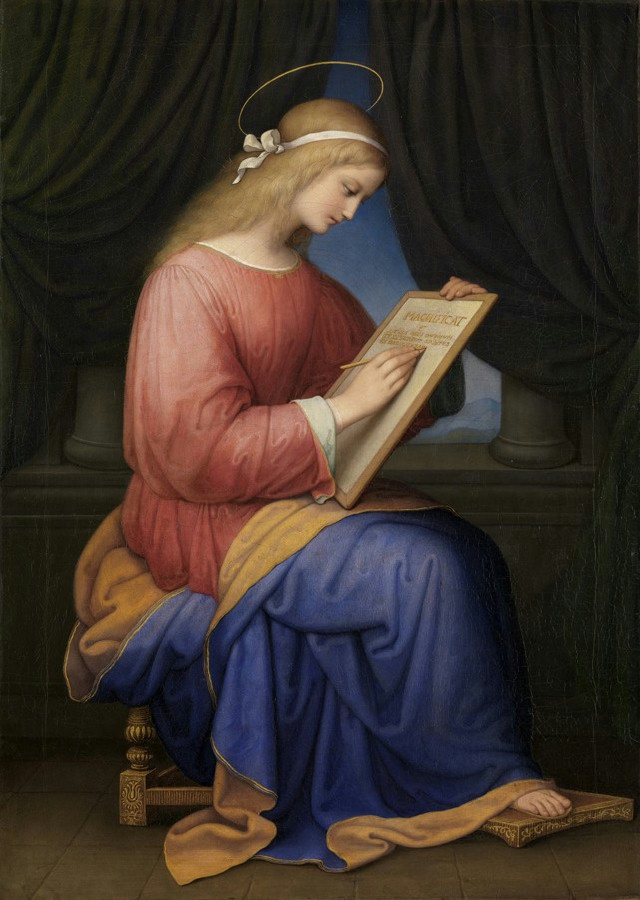
マニフィカトを書くマリア
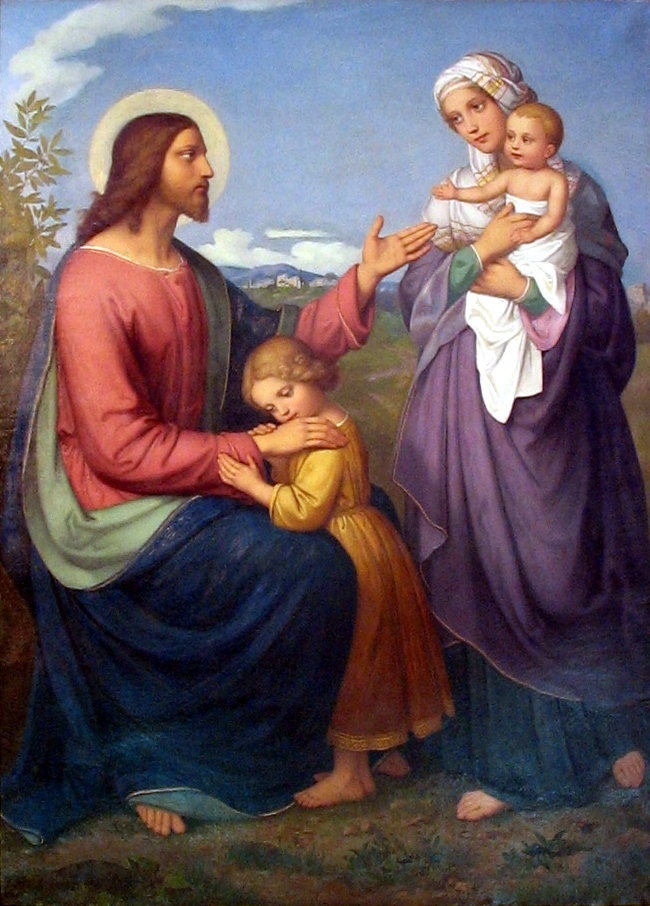
Jesus als Kinderfreund(1845)